# Beichtstuhl

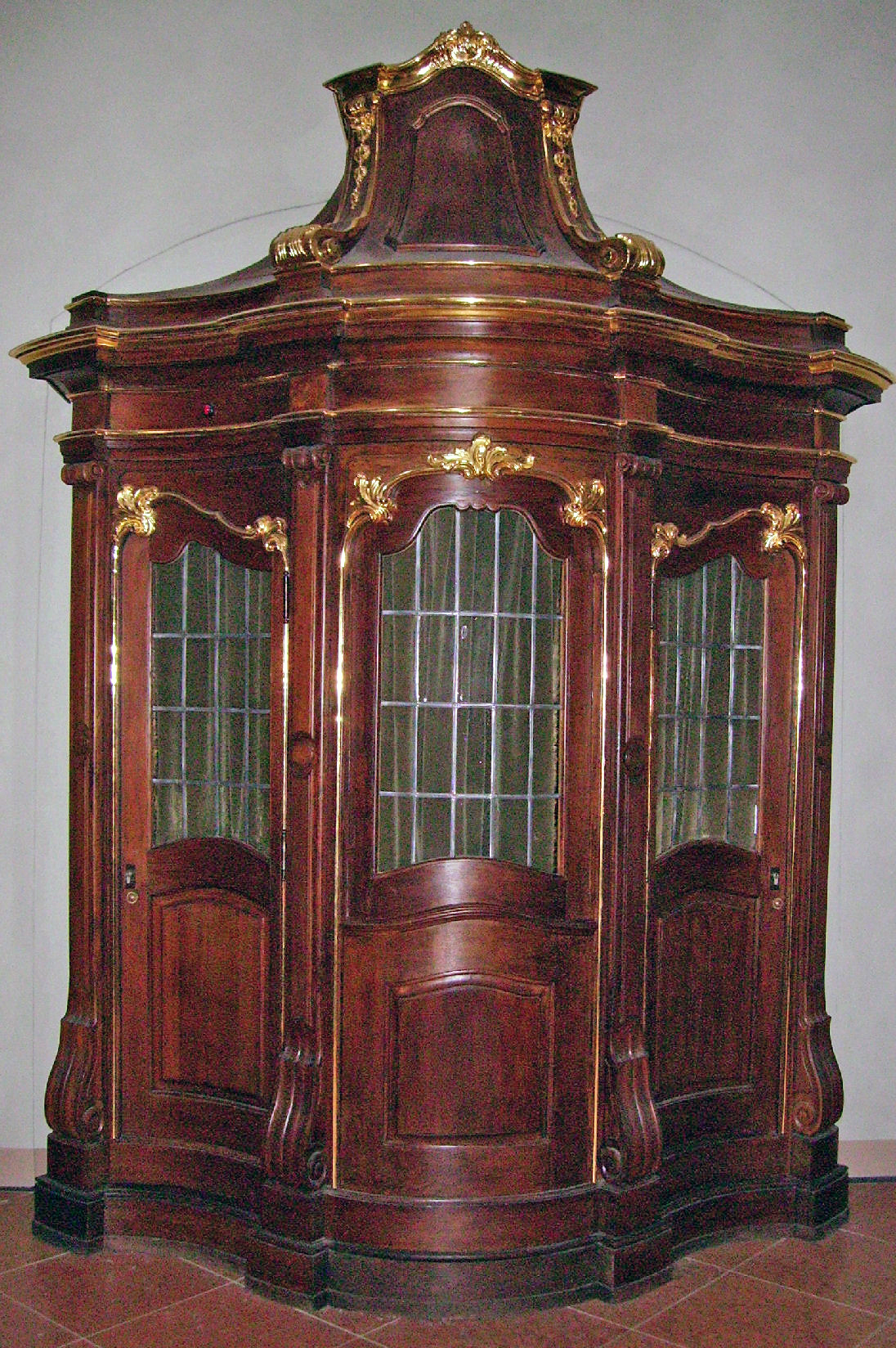
Geschlossener Beichtstuhl in der Jesuitenkirche in Mannheim

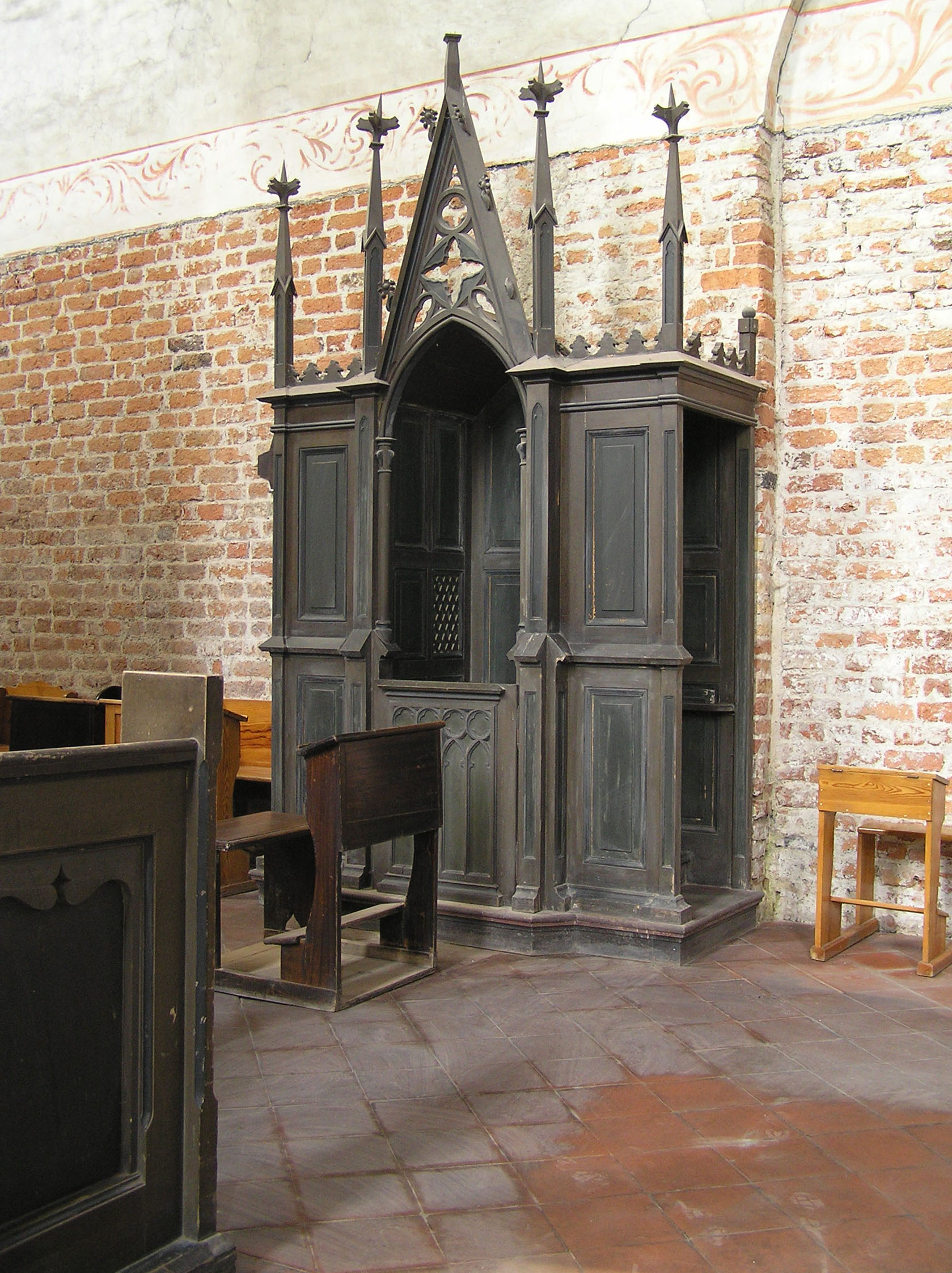
Neogotischer Beichtstuhl

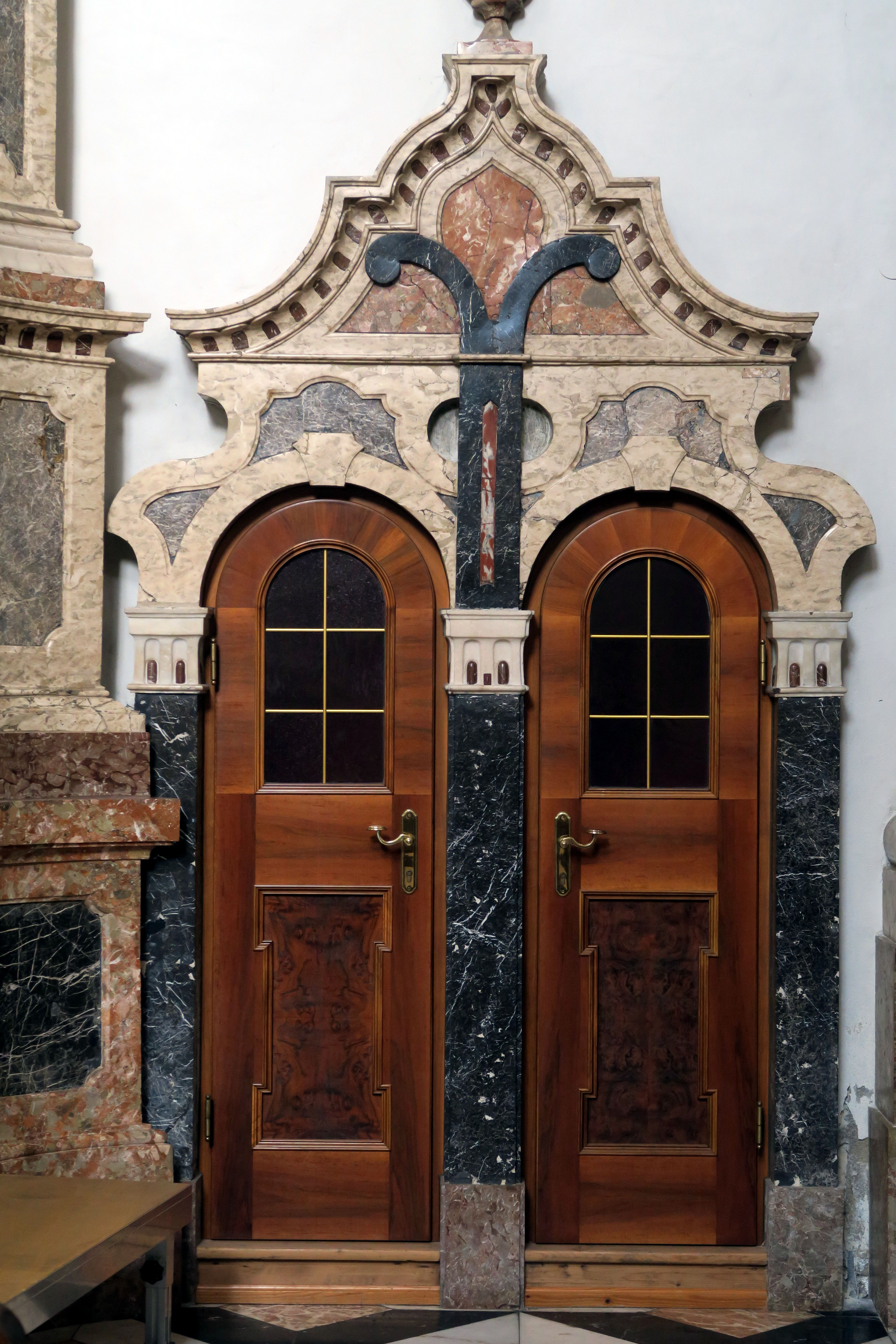
In die Wand eingelassener barocker Beichtstuhl im Innsbrucker Dom

Der Beichtstuhl ist in römisch-katholischen Kirchen der übliche Ort für das persönliche Sündenbekenntnis („Ohrenbeichte“) der Gläubigen, dem die Lossprechung (lateinisch absolutio) durch den Priester folgt. Bekenntnis (lateinisch confessio) und Lossprechung sind Bestandteile des Bußsakraments. Er war ein obligatorischer Teil der Einrichtung römisch-katholischer Kirchen. Auch in den evangelisch-lutherischen Kirchen gibt es eine Beichtstuhltradition.

## Geschichte
Die heutige Form des Beichtstuhls stammt aus der Barockzeit. Es ist ein fast geschlossenes, schrankartiges, hölzernes, oft mit kunstvollem Schnitzwerk verziertes Möbelstück, das in zwei oder (meist) drei Abteile geteilt ist: eines (das mittlere) für den Priester und ein weiteres (bzw. zwei) für die Beichtenden (zwei zur alternierenden, aber nicht gleichzeitigen Benutzung). Der Teil des Priesters enthält einen der Tür zugewandten Sitz, der Teil des Gläubigen eine Kniebank, ausgerichtet zu der vergitterten Öffnung in der Trennwand, durch die das Bekenntnis gesprochen wird. Daneben gibt es halb offene und ganz offene Beichtstühle, bei denen sowohl der Beichtende als auch der Priester von außen gesehen werden können; die letztgenannten Formen sind näher bei der historischen Ausgangsform.
Die älteste Form des Beichtstuhls ist die eines wirklichen Stuhls für den Priester, vor oder später neben dem der Beichtende auf dem Fußboden oder einer Podeststufe kniete. Seitdem, ausgehend von den Klöstern, die sakramentale Einzelbeichte im Hochmittelalter immer stärker auch in der Pfarrseelsorge praktiziert wurde, errichtete man für sie als eigenen liturgischen Ort einen Stuhl, meist in der Nähe des Altars. Im Lehnstuhl (damals ein Möbelstück, das den Sitzenden als Amtsträger auszeichnete) symbolisierte sich der hoheitlich-stellvertretende Charakter der Beicht- und Absolutionshandlung (vgl. Kathedra). In der Variante eines thronartigen Sitzes mit seitlich angearbeiteter Kniebank ist dieser Typ mit einem ältesten Exemplar von 1607 in der Kirche St. Lorenzen ob Murau in der Steiermark materiell überliefert. Diese Variante blieb, in der Sakristei aufgestellt, vereinzelt bis ins 20. Jahrhundert üblich. Diese Lösung wurde vor allem für die Beichte schwerhöriger Personen empfohlen, da das notwendige laute Sprechen des Priesters bei einem Beichtstuhl im Kirchenraum für Dritte hörbar gewesen wäre.
Eingeleitet durch die Synode von Fritzlar (1244) entwickelte sich das (doppelte) Gitterfenster als Trennwand zwischen Priester und Beichtendem. Die Gitter sollten Berührungen in beide Richtungen verhindern und somit auch eventuellem sexuellem Missbrauch vorbeugen. Dennoch kam es häufig zu verbalen Übergriffen seitens des Beichtvaters, die sich außerhalb des Beichtstuhls fortsetzen konnten, wie zum Beispiel bei der Beichtstuhl-Affäre der Jahre 1871/72 in Linz. Die zuvor übliche Absolution durch Handauflegen wurde seitdem abgelöst durch das segnende Kreuzzeichen. Seit dem Mittelalter enthält das Schnitzwerk vieler Beichtstühle auch Rosen als Symbol der Verschwiegenheit: dem Priester wurden die Beichtgeheimnisse sub rosa („unter der Rose“), also streng vertraulich mitgeteilt. Alle späteren Formen des Beichtstuhls kommen dem Bedürfnis entgegen, das Beichtgeheimnis gegenüber Dritten und eine gewisse Anonymität gegenüber dem Priester zu wahren.
Vor dem Hintergrund der Beschlüsse des Trienter Konzils befasste sich der Mailänder Erzbischof Karl Borromäus in seinen praktischen Bestimmungen nur mit dem zweiteiligen Beichtstuhl. Die allgemeinere Bestimmung des Rituale Romanum von 1614 ließ dagegen mehrere formale Gestaltungsmöglichkeiten zu.

## Evangelisch-lutherische Beichtstuhltradition

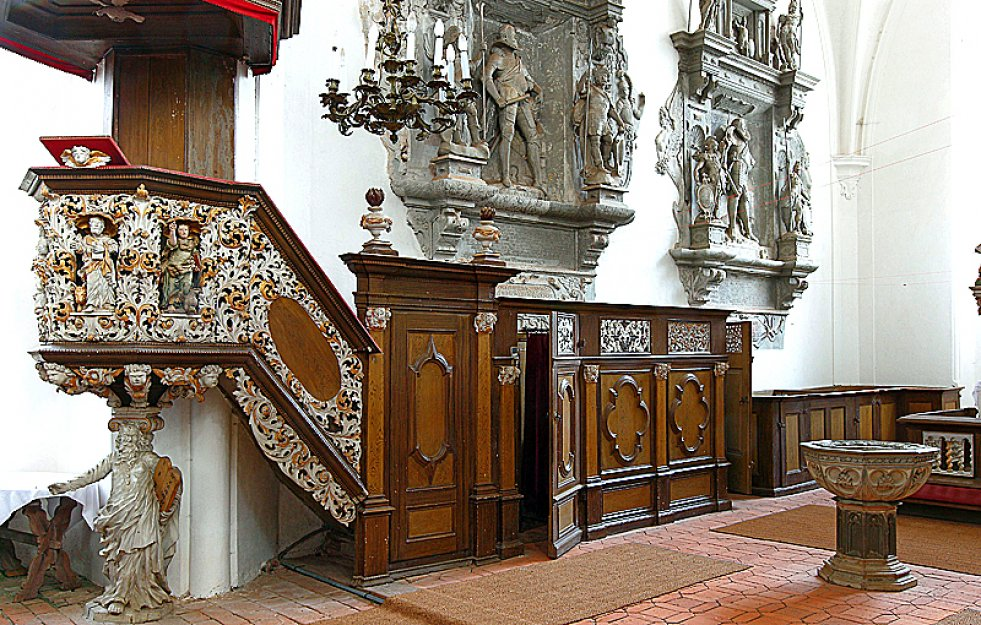
Evangelischer Beichtstuhl mit Kanzel in Vilmnitz auf Rügen

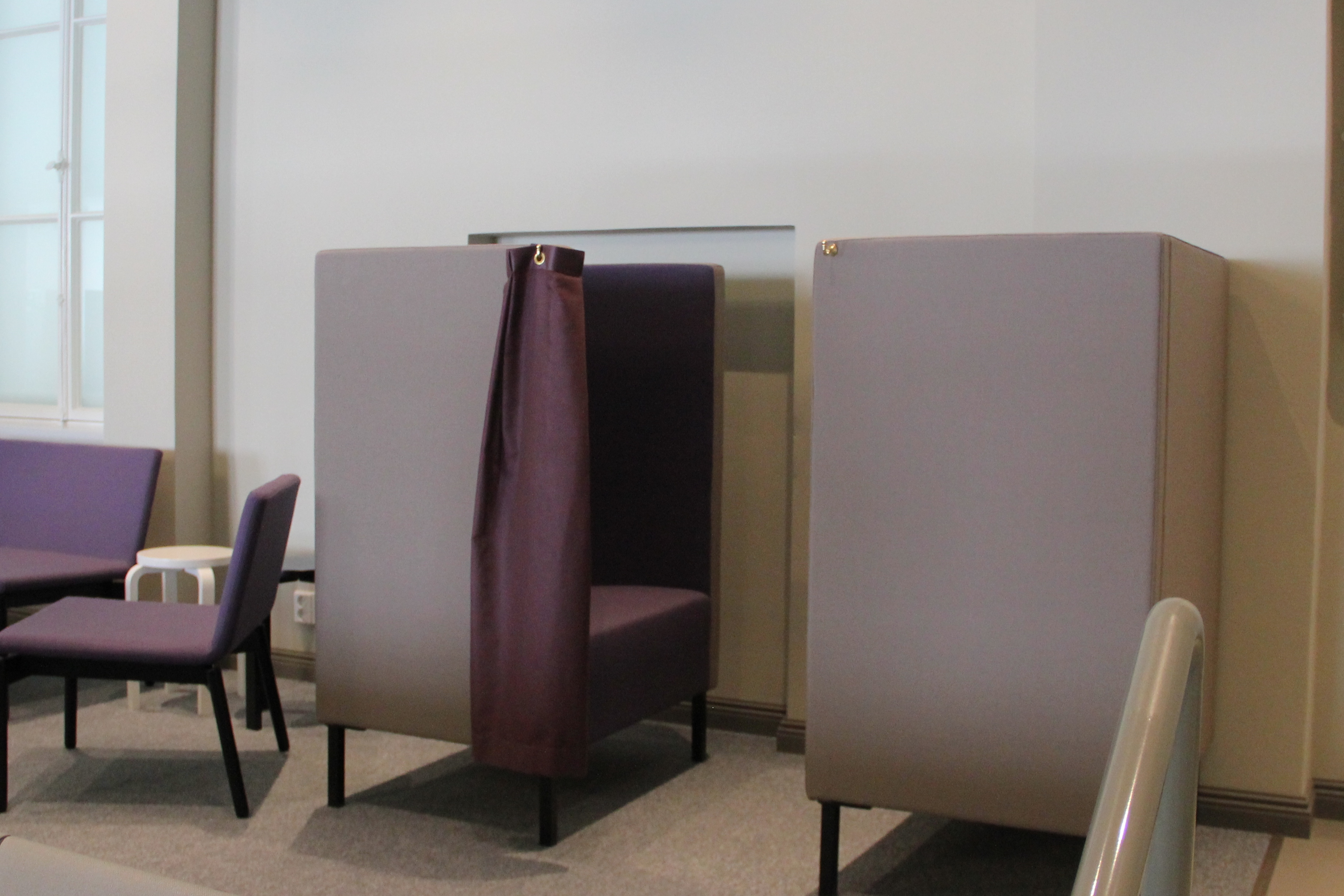
Beichtstuhl in der Lutherkirche, Helsinki, Finnland

Auch in lutherischen Kirchen wurden bis in das 18. Jahrhundert hinein teilweise prachtvolle Beichtstühle errichtet, von denen sich zahlreiche erhalten haben. Hierin unterscheiden sie sich von evangelisch-reformierten Kirchen. Nach der für das Luthertum grundlegenden Confessio Augustana (1530) wurde zwar die Ohrenbeichte abgeschafft, aber die Einzelbeichte beibehalten. Dafür wurde auch ein eigenes Beichtformular erstellt, das den theologischen Ansatz Martin Luthers hervorhob, dass nicht das Sündenbekenntnis im Mittelpunkt steht, sondern die Absolution als Ziel der Buße. Der aus einer lutherischen Familie stammende Johann Wolfgang von Goethe beschrieb den Ablauf einer solchen Einzelbeichte folgendermaßen:
„Aber als ich in das Barfüßer Chor hineintrat, mich den wunderlichen vergitterten Schränken näherte, in welchen die geistlichen Herren sich zu diesem Akte einzufinden pflegten, als mir der Glöckner die Tür öffnete und ich mich gegen meinen geistlichen Großvater in den engen Raume eingesperrt sah und er mich mit seiner schwachen, nästelnden Stimme willkommen hieß, erlosch plötzlich alles Licht meines Geistes im Herzen, die memorierte Beichtrede wollte mir nicht über die Lippen, ich schlug in der Verlegenheit das Buch auf, das ich in Hände hatte, und lass daraus die erste beste kurze Formel, die so allgemein war, daß ein jeder sie ganz geruhig hätte aussprechen können. Ich empfing die Absolution und entfernte mich weder warm noch kalt, ging den anderen Tag mit meinen Eltern zu dem Tische des Herrn und betrug mich ein paar Tage, wie es sich nach einer so heiligen Handlung wohl ziemte.“
Nach den Zerstörungen im Dreißigjährigen Krieg (1618–1648) erhielten viel lutherische Kirchen eine neue Inneneinrichtung, zu der auch ein Beichtstuhl gehörte. Leonhard Christoph Sturm (1669–1719) setzte 1712 Beichtstühle als typisch für den evangelisch-lutherischen Kirchenbau voraus. Anders als in der römisch-katholischen Tradition wurden diese in der Nähe des Altarraumes positioniert. Eine Besonderheit der lutherischen Beichtstuhltradition besteht darin, dass der Beichtstuhl mit der Kanzel so verbunden wurde, dass der Pfarrer von der Kanzel direkt in den Beichtstuhl gehen konnte. In dieser Form finden sich ein paar gut erhaltene Exemplare in der ehemaligen Herrschaft Breuberg (Odenwald). Bemerkenswert bei diesen Beicht- und Pfarrstühlen ist, dass sie über Schiebegitter verfügen, die darauf hinweisen könnten, dass die Beichtenden vor dem Beichtstuhl standen oder knieten, während sie die Beichte ablegten. Denkbar ist auch eine neue Frömmigkeits- und Standesentwicklung, die diese Form des Beichtstuhls begünstigten.

## Beichtzimmer
In einigen katholischen Kirchenbauten der Moderne findet sich statt des Beichtstuhls manchmal ein Beichtzimmer, in dem sowohl kniend hinter einer gitterartigen Trennwand wie auch dem Priester gegenübersitzend gebeichtet werden kann.